# Trescore Balneario
Trescore Balneario är en ort och kommun i provinsen Bergamo i regionen Lombardiet i Italien. Kommunen hade 9 765 invånare (2018).